# Иогансон, Христиан Петрович
Христиа́н Петро́вич Иогансо́н (швед. Pehr Christian Johansson; 8 (20) мая 1817, Стокгольм, Швеция — 30 ноября (12) декабря 1903, Санкт-Петербург, Российская империя) — шведско-русский артист Санкт-Петербургского балета, педагог, представитель французской школы, так называемой «belle danse».

## Биография
Иогансон закончил Королевское театральное училище (Швеция) и в 19 лет был принят в балетную труппу Королевской Оперы в Стокгольме, где практически сразу стал ведущим исполнителем. Вскоре был приглашён в Копенгаген, где два года занимался у выдающегося педагога и хореографа Августа Бурновиля, привившего танцовщику французский благородный стиль мужского исполнительства. Обучение в Дании частично оплачивал шведский принц Оскар (будущий король Оскар I).
Одарённый от природы, красивый, гибкий и грациозный танцовщик, выученный в лучших традициях французской школы, Иогансон быстро завоевал успех у публики.
В 1841 году приехал в Санкт-Петербург, где был замечен Марией Тальони, гастролировавшей в тот момент в России. Балерина пригласила молодого танцовщика стать её партнёром во время поездки в Стокгольм весной 1841 года. Эти гастроли стали последними выступлениями Иогансона на родине — осенью того же года он вернулся в Санкт-Петербург и все последующие 62 года его жизни были связаны с русским балетом. Иогансон танцевал на сцене Мариинского театра до 1883 года, закончив свою артистическую карьеру в возрасте 66 лет. Невозможно переоценить его вклад в русскую школу мужского исполнительства:

…Мариус Петипа впал в экзальтированный культ женщины позднейшего французского рококо, надолго отравив сладким ядом богатейшие художественные наличия наших сцен. При этом мужской танец остался в пренебрежении, и только великий в своём роде Иогансон поддержал жизнь этого танца и сохранил нам его на чудесную секунду во всей своей мужественной и героической красоте.— А. Л. Волынский. Балет в Большом театре.
Иогансон обладал летучим прыжком, свободно владел техникой пируэтов и туров. Когда в Петербурге впервые появился Мариус Петипа, критики сравнивали его качества танцовщика именно с Иогансоном:

Петипа, как балетмейстер, хорошее приобретение для нашего театра, как танцор имеет равносильного соперника в Иогансоне.— Тан [Я. И. Григорьев]. Сатанилла, или Любовь и ад.
В 1848 году участвовал в петербургской премьере балета «Тщетной предосторожности», исполнив партию Колена (Лиза — Фанни Эльслер). В 1859 году Сен-Леон поручил ему главную роль дона Альтамирано в своём балете «Жовита, или Мексиканские разбойники». Будучи «первым сюжетом», Иогансон был партнёром Луизы Флери и Розы Гиро, когда те гастролировали на петербургской сцене (с последней он танцевал балет «Тщетная предосторожность»).
Достигнув определённого возраста, перешёл на мимические и пантомимные партии. В 1877 году исполнил роль царя Дугманты на премьере балета «Баядерка». В 1891 специально для бенефиса Иогансона Мариус Петипа возобновил свой фантастический балет «Царь Кандавл», богатый всевозможными танцами.
Кшесинская вспоминала, что Иогансон мог превосходно выражать мысли и душевное состояние посредством движений.
В 1860 году начал преподавать в Императорском театральном училище. В 1863 директор театров граф М. А. Борх по просьбе М. И. Петипа передал ему обязанность вести старший класс воспитанников. Однако великолепный знаток мужского танца, Иогансон известен преимущественно как женский педагог, так как именно балерина первенствовала на сцене в конце века. С 1869 он вёл женский класс усовершенствования в театре. В школе отвечал за старший, завершающий обучение класс воспитанниц (младший класс вёл Лев Иванов, средний — Мариус Петипа (начиная с 1886 года — Екатерина Вазем).
Иогансон установил в петербургском балете те академические рамки, которые культивировал Петипа. Его называли «гением экзерцисного зала». Многие выдающиеся балерины и танцовщики конца XIX — начала XX вв. были его учениками в школе или занимаясь частным образом.

Тем, кем был Иогансон в качестве преподавателя, Мариус Петипа был в качестве балетмейстера и постановщика. Они поделили между собой руководство русским балетом в течение всей второй половины XIX века и сформировали ту русскую школу, которую мы знали вплоть до мировой войны. Один был богом танцевального класса, второй — сцены, и их слово в каждой из этих областей было непререкаемым.— Н. Г. Легат
Поддерживал Владимира Степанова в его попытках записи танцев по собственной системе: в 1893 году в школьном экзаменационном спектакле был показан балет «Мечта художника», который Степанов полностью записал по указаниям Иогансона.
В 1902 году ушёл на пенсию из театра, порекомендовав на должность преподавателя и репетитора Евгению Соколову. В школе Иогансон преподавал до самого последнего дня своей жизни — ему стало плохо прямо на уроке, он упал и скончался на следующий день, 30 ноября (12) декабря 1903 год у себя дома. Похоронен в Санкт-Петербурге на Смоленском лютеранском кладбище.

## Репертуар
- 26 февраля 1842 — «Герта, или Царица эльфрид»*, балетмейстер Филиппо Тальони, музыка Георга Келлера (Герта — Мария Тальони)
- 25 (13) февраля 1864 — офицер Отто*, «Фиаметта, или Торжество любви», балетмейстер Артур Сен-Леон, музыка Людвига Минкуса

(*) — первый исполнитель партии.

## Ученики Иогансона
Прасковья Лебедева, Павел Гердт (выпуск 1864 г.), Александр Жене (дядя и педагог Аделины Жене), Мария Петипа (не учась в училище, занималась у Иогансона экстерном вплоть до своего дебюта в 1875 году), Анна Иогансон (как и Мария Петипа, окончила училище экстерном), Николай Легат (выпуск 1888 г.), Ольга Преображенская (выпуск 1889 г.), Матильда Кшесинская (выпуск 1890 г.), Сергей Легат (выпуск 1894 г.), Анна Павлова (брала дополнительные уроки после выпуска в 1899 г.), Тамара Карсавина (?), Михаил Фокин (?), Александра Петрова-Виноградова.

## Семья
- Дочь — Анна Иогансон, с 1879 года артистка балета Мариинского театра, после окончания исполнительской карьеры в 1895 году — педагог.